# Paseka
Paseka är en ort i Tjeckien.   Den ligger i regionen Olomouc, i den östra delen av landet, 200 km öster om huvudstaden Prag. Paseka ligger 277 meter över havet och antalet invånare är 1 162.
Terrängen runt Paseka är varierad. Runt Paseka är det ganska tätbefolkat, med 144 invånare per kvadratkilometer. Närmaste större samhälle är Uničov, 7,8 km väster om Paseka. Trakten runt Paseka består till största delen av jordbruksmark.